# Unisan
Unisan (Bayan ng Unisan) är en kommun i Filippinerna. Kommunen ligger på ön Luzon, och tillhör provinsen Quezon. Folkmängden uppgår till 21 252 invånare.

## Barangayer
Unisan är indelat i 36 barangayer.
| - Almacén - Balagtás - Balanacan - Bulo Ibabâ - Bulo Ilaya - Bonifacio - Burgos - Caigdál - General Luna - Kalilayan Ibabâ - Cabulihan Ibabâ - Mairok Ibaba | - Kalilayan Ilaya - Cabulihan Ilaya - Mabini - Mairok Ilaya - Malvar - Maputat - Muliguin - Pagaguasan - Panaon Ibabâ - Panaon Ilaya - Pláridel - F. De Jesús (Pob.) | - R. Lapu-lapu (Pob.) - Raja Solimán (Pob.) - R. Magsaysay (Pob.) - Poctol - Punta - Rizal Ibabâ - Rizal Ilaya - San Roque - Socorro - Tagumpay - Tubas - Tubigan |